# Arthur Schuster
Franz Arthur Friedrich Schuster (12 de septiembre de 1851-17 de octubre de 1934), físico alemán-británico conocido principalmente por sus trabajos en espectroscopia, radiografía con rayos X, electroquímica, óptica y por su aplicación del análisis armónico a la física.

## Biografía
Schuster nació en Fráncfort en Alemania. Su familia trasladó a Mánchester una parte del negocio textil de su padre y, tras la anexión de Fráncfort por Prusia, su padre prefirió emigrar a Inglaterra. 
Estudió primero en Fráncfort y después en Ginebra durante dos años, antes de reunirse con sus padres, en 1870. Schuster se naturalizó ciudadano británico en 1875.
Cuando llegó a Inglaterra obtuvo permiso de su padre para comenzar estudios científicos en lugar de trabajar en el negocio familiar. Se matriculó en la universidad de Mánchester donde estudió matemáticas con Balfour Stewart y física con Thomas Barker. Empezó sus investigaciones bajo la supervisión de Henry Enfield Roscoe sobre el espectro del hidrógeno, y sus experimentos no fueron concluyentes. Siguiendo el consejo de Roscoe, se mudó a Alemania en 1872 y obtuvo el doctorado en la universidad de Heidelberg, donde trabajó con Gustav Kirchhoff. En 1874 trabajó en el laboratorio de Wilhelm Eduard Weber y después en Berlín con Hermann Ludwig von Helmholtz.
Durante la Primera Guerra Mundial, la familia Schuster, de origen alemán, fue atacada por la prensa y, en el caso de Arthur Schuster, por algunos miembros de la Royal Society. Su hermano Felix Schuster tuvo que declarar públicamente que todos sus hijos servían en el ejército británico.

## Carrera académica
Su experiencia en el campo del análisis espectral le permitió encabezar una expedición a Siam para fotografiar el espectro de la corona solar durante el eclipse total de Sol del día 6 de abril de 1875. Participó también en las expediciones con motivo de los eclipses de 1878 en Colorado, 1882 en Egipto y de 1886 en la India.
A su vuelta a Inglaterra comenzó una serie de investigaciones sobre la electricidad, hizo dos Bakerian Lectures (lecturas de honor en la Royal Society) en 1884 y 1890, ambas tituladas The Discharge of Electrecity through Gases. Trabajó algunos años en el laboratorio Cavendish con Maxwell y Rayleigh. Fue profesor de matemáticasaplicadas en la universidad de Mánchester y después, en 1888 sucedió a Balfour Stewart como profesor de física. Este cargo le permitió establecer un departamento activo de enseñanza y de investigación. En 1900 consiguió crear un laboratorio de investigación que rápidamente tomaría envergadura internacional. Ernest Rutherford le sucedió cuando abandonó este puesto en parte por causas de salud y en parte para dedicarse por entero a la promoción de la cooperación científica internacional.
Schuster también destacó por su aplicación del análisis armónico a la investigación de la periodicidad de los datos experimentales. Uno de sus artículos refuta un artículo de Cargill Gilston Knott que creía haber descubierto una periodicidad sincronizada entre el mes lunar y la frecuencia de los terremotos. Ya se conocía entonces el análisis armónico pero Schuster señala los errores cometidos por Knott y otros. Inventó también el periodograma, una estimación de la densidad espectral. En un artículo, dio una estimación mejor de la periodicidad del ciclo solar determinado con anterioridad por Heinrich Schwabe.
Otro artículo importante es Radiation through a Foggy Atmosphere. que se convertirá en un clásico en la investigación de la atmósfera de las estrellas.

## Reconocimientos
Schuster fue elegido miembro de la Royal Society en 1879 e investido caballero en 1920. Nombrado doctor honoris causa por la universidad de Ginebra en 1909, por la de St Andrews en 1911 y por la universidad de Oxford en 1917, recibió la medalla real en 1893, la medalla Rumford en 1926 y la medalla Copley en 1931. Además de a sus investigaciones, Schuster se dedicó también a tareas administrativas. Trabajó como secretario de la Royal Society y, posteriormente, llegó a ser vicepresente, desde 1919 a 1920.

## Eponimia
- El cráter lunar Schuster lleva este nombre en su memoria.[4]